# Ryan Domotor
Pour les articles homonymes, voir Domotor.
Ryan Domotor  est un homme politique provincial canadien de la Saskatchewan. Il représente la circonscription de Cut Knife-Turtleford à titre de député du Parti saskatchewanais de 2020 à 2023 et comme indépendant de 2023 à 2024.
Le 17 novembre 2023, il est accusé d’avoir obtenu des services sexuels moyennant une rétribution. À la suite de ces accusations, il est exclu du gouvernement et du parti par le premier ministre Scott Moe, se voyant ainsi retirer toutes ses responsabilités gouvernementales.
Il ne se représente pas à l'élection de 2024.